# سمير عبد الله
سمير عبد الله (12 أكتوبر 1950 – 1 يوليو 2025) اقتصادي ومحاضر فلسطيني، شغل منصبيّ وزير التخطيط ووزير العمل ضمن حكومة سلام فياض الأولى. كما كان مديرًا عامًا لمعهد أبحاث السياسات الاقتصادية الفلسطيني.

## حياته
وُلد سمير عبد الله ديب علي في 12 أكتوبر 1950 في قرية أبو قش شمال رام الله. يحمل درجة الدكتوراه في الاقتصاد. عمل مدرسًا للاقتصاد في جامعة النجاح الوطنية.
كان عضوا في الوفد الأردني- الفلسطيني لمحادثات مدريد عام 1991.
عمل وزيرًا للتخطيط ووزيرًا للعمل ضمن حكومة سلام فياض الأولى التي كانت بين عامي 2007 و2009.
كما كان مديرًا عامًا لمعهد أبحاث السياسات الاقتصادية الفلسطيني لدورتين بين عامي 2004 و2007 وعامي 2010 و2013.

## وفاته
أُعلن عن وفاته مساء يوم الثلاثاء الموافق 1 يوليو 2025.